# Сульфат ванадила

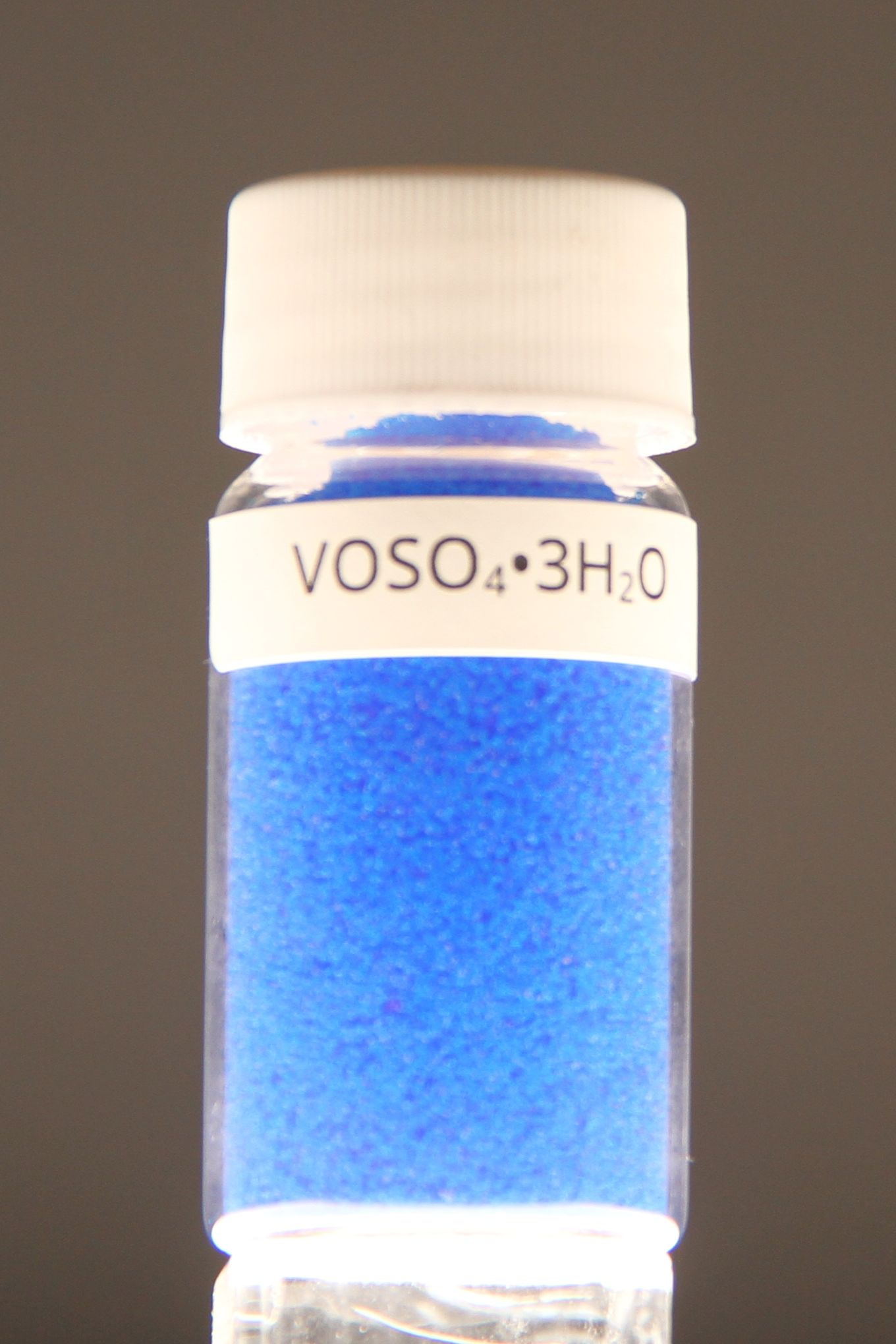
Сульфат ванадила тригидрат

Сульфат ванадила — неорганическое соединение, оксосоль металла ванадия и серной кислоты с формулой VOSO4, синие кристаллы, хорошо растворимые в воде, образует кристаллогидраты.

## Получение
- Растворение ванадия или его оксида в концентрированной горячей серной кислоте:

{\displaystyle {\mathsf {V+3H_{2}SO_{4}\ {\xrightarrow {90^{o}C}}\ VOSO_{4}+2SO_{2}\uparrow +3H_{2}O}}}
{\displaystyle {\mathsf {2V_{2}O_{5}+4H_{2}SO_{4}\ {\xrightarrow {90^{o}C}}\ 4VOSO_{4}+O_{2}\uparrow +4H_{2}O}}}
- Реакция метаванадата аммония и гидросульфата аммония в кислой среде:

{\displaystyle {\mathsf {4NH_{4}VO_{3}+2NH_{4}HSO_{4}+5H_{2}SO_{4}\ {\xrightarrow {90^{o}C}}\ 4VOSO_{4}+3(NH_{4})_{2}SO_{4}+6H_{2}O+O_{2}}}}

## Физические свойства
Сульфат ванадила образует синие кристаллы, хорошо растворимые в воде. При кипячении в концентрированной серной кислоте переходит в серо-зелёную модификацию, практически не растворимую в воде.
Образует кристаллогидраты состава VOSO4•n H2O, где n = 2, 3, 5, 7 и 13.
С серной кислотой образует аддукты вида 2VOSO4•H2SO4.

## Химические свойства
- Безводную соль получают разложением кристаллогидрата:

{\displaystyle {\mathsf {VOSO_{4}\cdot 3H_{2}O\ {\xrightarrow {260-280^{o}C}}\ VOSO_{4}+3H_{2}O}}}
- Разлагается при нагревании:

{\displaystyle {\mathsf {2VOSO_{4}\ {\xrightarrow {520-530^{o}C}}\ V_{2}O_{5}+SO_{2}+SO_{3}}}}
- Реагирует с концентрированной азотной кислотой:

{\displaystyle {\mathsf {VOSO_{4}+2HNO_{3}\ {\xrightarrow {}}\ VO_{2}NO_{3}+NO_{2}+H_{2}SO_{4}}}}
- Реагирует с щелочами:

{\displaystyle {\mathsf {VOSO_{4}+2NaOH\ {\xrightarrow {}}\ VO(OH)_{2}\downarrow +Na_{2}SO_{4}}}}
- Восстанавливается атомарным водородом:

{\displaystyle {\mathsf {VOSO_{4}+H_{(Zn)}^{0}+3HCl\ {\xrightarrow {\tau }}\ VCl_{3}+H_{2}SO_{4}+H_{2}O}}}
- Окисляется перманганатом калия, пероксидами щелочных металлов и надкислотами до оксида ванадия(V) или ванадатов(V):

{\displaystyle {\mathsf {10VOSO_{4}+2KMnO_{4}+7H_{2}O\ {\xrightarrow {100^{o}C,H^{+}}}\ 5V_{2}O_{5}\downarrow +2MnSO_{4}+K_{2}SO_{4}+7H_{2}SO_{4}}}}
{\displaystyle {\mathsf {2VOSO_{4}+Na_{2}O_{2}+8NaOH\ \xrightarrow {} \ 2Na_{3}VO_{4}+2Na_{2}SO_{4}+4H_{2}O}}}
{\displaystyle {\mathsf {2VOSO_{4}+H_{2}SO5+(2+n)H_{2}O\ {\xrightarrow {}}\ V_{2}O_{5}*nH_{2}O+3H_{2}SO_{4}}}}
- При нагревании с сульфатом калия в присутствии серной кислоты образуется двойной сульфат ванадия(III) и калия:

{\displaystyle {\mathsf {4VOSO_{4}+2K_{2}SO_{4}+2H_{2}SO_{4}\ {\xrightarrow {}}\ 4KV(SO_{4})_{2}+2H_{2}O+O_{2}\uparrow }}}
- Реагирует с цианидами сначала с выпадением серого осадка цианида ванадила:

{\displaystyle {\mathsf {VOSO_{4}+2KCN\ {\xrightarrow {}}\ VO(CN)_{2}\downarrow +K_{2}SO_{4}}}}
Полученное соединение растворяется в избытке цианида с образованием нестабильного комплекса {\displaystyle {\mathsf {K_{4}[VO(CN)_{6}]}}}.
- С гексацианоферратом(II) калия образует светло-зелёный осадок соли:

{\displaystyle {\mathsf {2VOSO_{4}+K_{4}[Fe(CN)_{6}]\ {\xrightarrow {}}\ (VO)_{2}[Fe(CN)_{6}]\downarrow +2K_{2}SO_{4}}}}
- С гексацианоферратом(III) калия образует жёлто-зелёный осадок двойной соли:

{\displaystyle {\mathsf {VOSO_{4}+K_{3}[Fe(CN)_{6}]\ {\xrightarrow {}}\ (VO)K[Fe(CN)_{6}]\downarrow +K_{2}SO_{4}}}}